# Алувил Белфос
Алувил Белфос (фр. Allouville-Bellefosse) насеље је и општина у северној Француској у региону Горња Нормандија, у департману Приморска Сена која припада префектури Руан.
По подацима из 2011. године у општини је живело 1.187 становника, а густина насељености је износила 80,97 становника/km². Општина се простире на површини од 14,66 km². Налази се на средњој надморској висини од 148 метара (максималној 154 m, а минималној 114 m).

## Демографија
| 1962. | 1968. | 1975. | 1982. | 1990. | 1999. | 2011. |
| ----- | ----- | ----- | ----- | ----- | ----- | ----- |
| 645   | 675   | 661   | 903   | 1.007 | 986   | 1.187 |

График промене броја становника у току последњих година